# Australische Sprachen
Die australischen Sprachen sind die Sprachen, die von der Urbevölkerung Australiens gesprochen werden (Aboriginessprachen). Sie umfassen verschiedene Sprachfamilien und isolierte Sprachen in Australien und auf einigen umliegenden Inseln, wobei die Insel Tasmanien üblicherweise nicht dazugerechnet wird. Die Beziehungen zwischen diesen Sprachen sind bis heute nicht völlig geklärt, obgleich in den letzten Jahrzehnten die Forschung substanzielle Fortschritte gemacht hat. Ethnologen unterscheiden etwa 250 Sprachen, wobei die Unterscheidung von Sprachen und Dialekten im Einzelnen sehr schwierig ist. Alle australischen Sprachen sind heute ausgestorben oder vom Aussterben bedroht.
Die Tasmanier wurden bereits während der Kolonialzeit fast vollständig ausgerottet, und die tasmanischen Sprachen starben aus, noch bevor von ihnen wesentliche Aufzeichnungen gemacht werden konnten. Die Bevölkerung Tasmaniens war seit der letzten Eiszeit vom Festland abgeschnitten und anscheinend über 10.000 Jahre ohne jeden Kontakt zur übrigen Welt. Man weiß zu wenig, um ihre Sprachen eindeutig klassifizieren zu können, jedoch hat es den Anschein, dass sie einige phonologische Ähnlichkeiten mit den Sprachen des Festlands aufwiesen.

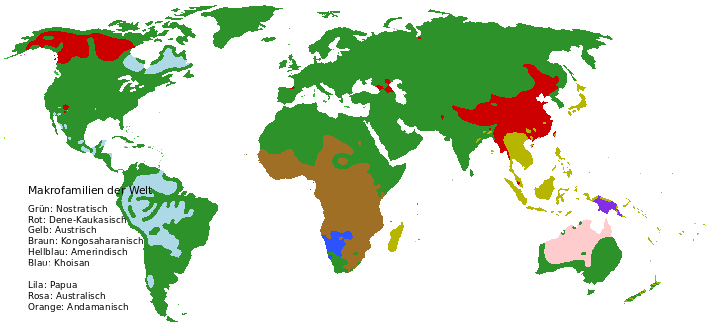
Hypothetische Makrofamilien der Welt nach Joseph Greenberg und Anderen. Diese Zusammenfassungen werden jedoch von den meisten Linguisten nicht akzeptiert.
Die australische Makrofamilie ist rosa dargestellt

## Anzahl der Sprachen
Es ist umstritten, wie viele Sprachen in Australien vor Ankunft der Europäer gesprochen wurden. Die Zahlen schwanken zwischen 200 und 300. Man einigt sich jedoch meist auf 250. Für die schwankenden Angaben gibt es vor allem zwei Gründe:
- Es ist oft schwierig zwischen Sprache und Dialekt zu unterscheiden. Das wichtigste Unterscheidungskriterium – gegenseitiges Verständnis – ist oft nicht anwendbar, da Mehrsprachigkeit in Australien weit verbreitet ist. Viele Aborigines sprechen die Sprachen der umliegenden Stämme.
- Weiterhin sind nicht alle Sprachen ausreichend dokumentiert worden, um zu entscheiden, ob sie ein Dialekt oder eine eigene Sprache sind. Die Aussagen der Aborigines selbst dazu sind wissenschaftlich nicht verwendbar. Meist empfinden sie die Klassifizierung Dialekt als Herabwürdigung ihrer eigenen Sprache.

Das Australian Bureau of Statistics erfasst alle Sprachen mit mehr als 3 Sprechern und zählte 2005 170 australische Sprachen.

## Aktueller Stand
Nach R. M. W. Dixons Standardwerk 2002 gab es in Australien zur Zeit der Ankunft der Europäer 250 Einzelsprachen. Die Hälfte davon seien inzwischen ausgestorben. Nur 20 Sprachen werden heute noch aktiv an Kinder weitergegeben. Dies ist weitgehend die Folge der Sprachpolitik früherer australischer Regierungen, die sich bemühten, Kultur und Sprachen der Aborigines auszurotten, was mit Strafmaßnahmen, Zwangsumsiedlungen oder Sterilisation verfolgt wurde. Von 1900 bis 1972 wurden außerdem mindestens 35.000 Kinder, die „Stolen Generation“, aus ihren Familien gerissen und in Heime kirchlicher oder anderer „Wohlfahrts“organisationen verschleppt.
Die verbleibenden etwa 100 Sprachen haben nur Sprecher mittleren bzw. hohen Alters, sodass von diesen Sprachen laufend weitere verschwinden werden. Die Studie von McConvell, Patrick & Nicholas Thierberger von 2001 folgert, dass – bei anhaltender Entwicklung – im Jahr 2050 alle australischen Sprachen ausgestorben sein werden. Sie meinen, dass nur zwei oder drei der starken Sprachen – zum Beispiel Warlpiri, Pitjantjatjara, Arrernte – vielleicht noch ein oder zwei Generationen länger überleben werden.
Seit den 1970er Jahren wurden einige Sprachzentren eingerichtet, die eine wichtige Rolle in der Erhaltung und teilweise sogar Wiederbelebung australischer Sprachen spielen, so etwa das Kimberley Language Resource Centre in Halls Creek (Western Australia).

## Entstehung und Untergliederung der australischen Sprachen

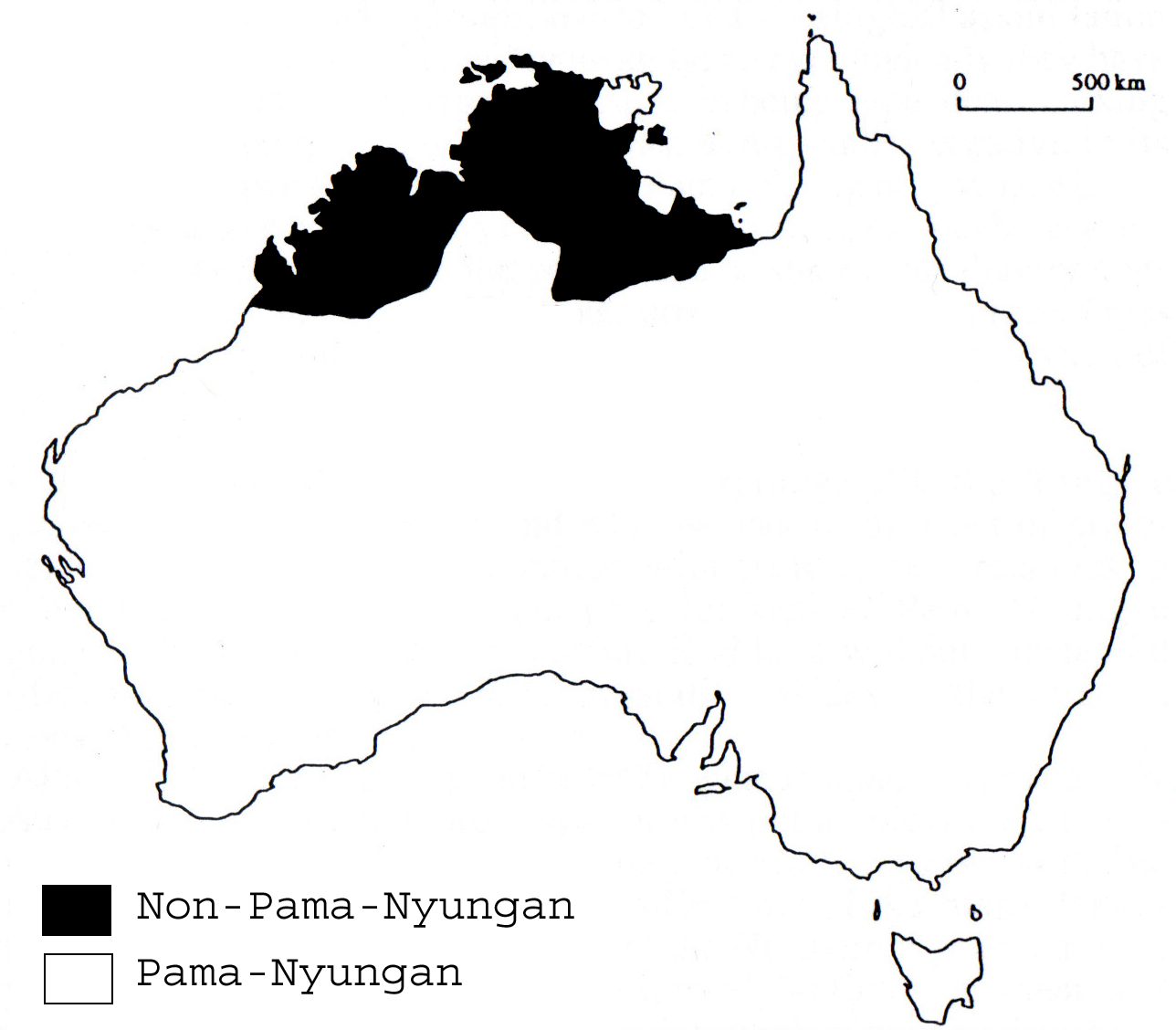
Pama-Nyunga-Sprachen vs. Non-Pama-Nyunga-Sprachen

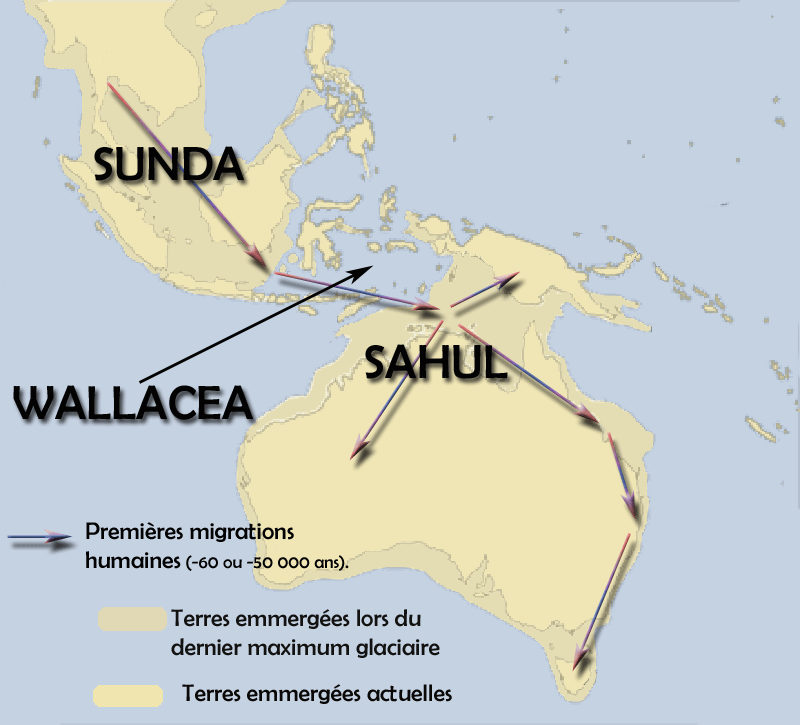
Verlaufswege der ersten menschliche Migrationen über die Sunda und Sahul. Um 60.000 bis 50.000 Jahre v. Chr. Grau-gelb Gebiete die während der letzten Kaltzeit oberhalb des Meeresspiegels lagen.

Aus linguistischer Sicht kann man die australischen Sprachen in zwei Gruppen aufteilen. So unterscheidet Arthur Capell (1956) zwischen Sprachen mit ausschließlich Suffixen und Sprachen mit Suffixen und Präfixen. Die Letztgenannten werden im Norden Australiens zwischen den Kimberleys im Westen und dem Golf von Carpentaria im Osten gesprochen. Die erste Gruppe bedeckt den gesamten restlichen Kontinent.
O’Grady, Wurm und Hale 1966 schlugen vor, dass die Suffix-Gruppe eine eng verwandte Sprachfamilie darstellt, die sich über sieben Achtel des Kontinents ausdehnt und nach den Worten für „Mensch“ in den zwei entlegensten Gebieten dieser Sprachfamilie im Nordosten von Queensland und im Südwesten von West-Australien „Pama-Nyunga“ genannt werden soll. Die andere Gruppe – mit Präfixen und Suffixen – wird entsprechend als „Non-Pama-Nyunga“ bezeichnet. Sie bildet keine einheitliche Sprachfamilie, sondern wurde anfangs in 28 und später in 26 Sprachfamilien unterteilt.
Die Klassifizierung ist jedoch umstritten. So bilden nach Dixon 1980, 1990 und 2002 die Sprachen der Pama-Nyunga-Gruppe einen Sprachbund, also eine Gruppe von Sprachen, die sehr lange und sehr intensiv Kontakt hatten und sich gegenseitig dabei beeinflussten. Letzteres ließ sich jedoch bisher nicht sicher nachweisen. Dixons Theorie geht von einer langsamen Konvergenz zwischen benachbarten Sprachen aus, die sich schließlich bei rund fünfzig Prozent gleichem Vokabular einpendelt. Dieses Modellresultat lässt sich jedoch nirgends auf dem Kontinent feststellen.
Nach O’Grady, Wurm und Hale 1966 breitete sich die Ursprache, das Proto-Australisch, zuerst im Norden des Kontinents aus, von wo dann eine Gruppe weiter nach Süden zog und sich im Laufe der Jahrhunderte dort stetig verbreitete. Diese Gruppe sprach ein Proto-Pama-Nyunga, aus dem sich die vielen eng verwandten Sprachen im Süden entwickelten. Die Non-Pama-Nyunga im Norden sind dagegen näher an der australischen Ursprache. Die Pama-Nyunga-Sprachen entwickelten sich dann weiter und veränderten sich.
Dixon dagegen meint, dass sich die Sprachen erst nach der Besiedlung des gesamten Kontinents einzeln und punktuell verändert haben. Anschließend seien diese Veränderungen durch Kontakt und Mehrsprachigkeit in die umliegenden Sprachen übernommen worden. Die radikalste Veränderung fand dabei im Norden statt, wo Sprachen Präfixe „eingeführt“ oder „erfunden“ haben. Nach Dixon stellen die Pama-Nyunga-Sprachen also keine Sprachfamilie dar, sondern haben lediglich ähnliche Eigenschaften in ihrer Struktur und im Vokabular. Allerdings kann Dixon nicht erklären, warum die Sprachen im Norden so viel mehr Vielfalt zeigen als die Sprachen im Süden (Sprachdiversität). Beide Positionen werden von diversen Linguisten vertreten.
Die Arbeitsgruppe um Alan Cooper (2017) führte eine großangelegte Untersuchung der mitochondrialen DNA von 111 australischen Ureinwohnern durch, die aus Archivmaterial aus der Zeit von 1920 bis 1970 mit Einverständnis der Teilnehmer von der Universität Adelaide aufbewahrt und zur Verfügung gestellt wurden.
Es bestätigte sich darin, dass die Einwanderung vor circa 50.000 Jahren (Jungpleistozän) von Richtung Asien her begann. Die Ausbreitungswege, so Cooper et al., erfolgten über den damaligen, gemeinsamen Kontinent Sahul sowohl entlang der Ostküste als auch der Westküste Australiens. Nach diesen Befunden bildeten die immigrierenden menschlichen Gruppen einzelne, sich niederlassende, lokale und beständige Gemeinschaften aus. Diese Vermutung wird durch die Untersuchungen verschiedener Linguisten bestätigt, da sich viele australische Sprachen isoliert entwickelten.

## Sprachgruppen

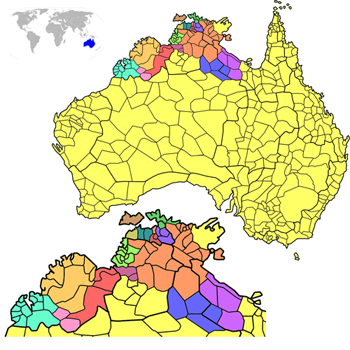
Eine Karte der australischen Sprachen. Verschiedene Farben repräsentieren verschiedene Sprachfamilien. Von Westen nach Osten:
Nyulnyulan
Bunaban
Wororan
Djeragan
Djamindjungan
Daly
Laragiya
Tiwi
Limilngan
Umbugarla
Giimbiyu
Yiwaidjan
Gunwinyguan
West Barkly
Garawa sowie Tankic und Pama-Nyungan
Pama-Nyungan sowie Tankic languages

Traditionell wurden die australischen Sprachen in zwei Dutzend Sprachfamilien eingeteilt. Nachfolgend erfolgt die Darstellung der linguistisch-genetischen Verwandtschaft nach einem Vorschlag von Nicholas Evans et al. der Universität Melbourne zusammen mit Angaben zur Zahl der Einzelsprachen. Zu beachten ist, dass verschiedene Sprachen unterschiedlich geschrieben werden, so z. B. rr=r, b=p, d=t, g=k, dj=j=tj=c, j=y, y=i, w=u, u=oo, e=a.
- Isolierte Sprachen:
  - Enindhilyagwa (Andilyaugwa)
  - Laragiya (ausgestorben?)
  - Ngurmbur (ausgestorben? vielleicht Teil von Macro-Pama-Nyungan)
  - Tiwi
- Etablierte Sprachfamilien:
  - Bunaban (2 Sprachen)
  - Daly (11–19 Sprachen)
  - Limilngan (2 Sprachen, ausgestorben?)
  - Djeragan (3–5 Sprachen)
  - Nyulnyulan (8 Sprachen)
  - Wororan (7–12 Sprachen)
- Neu vorgeschlagene Sprachfamilien:
  - Mindi, bestehend aus
    - Djamindjungan (2–4 Sprachen)
    - West Barkly (3 Sprachen)

  - Arnhem Land Makrofamilie, bestehend aus
    - Burarran (4 Sprachen)
    - Yiwaidjan (4–8 Sprachen)
    - Giimbiyu (2–3 Sprachen)
    - Kakadu (Gaagudju) (1 Sprache) (ausgestorben)
    - Umbugarla (1 Sprache) (ausgestorben?)

  - Macro-Pama Nyunga, bestehend aus
    - Ngurmbur (1 Sprache)
    - Gunwinyguan (15–17 Sprachen)
    - Greater Pama-Nyunga
      - Tankic (4 Sprachen)
      - Garawa (1 oder 2 Sprachen)
      - Pama-Nyunga (ungefähr 175 Sprachen in 14 heute noch bestehenden und zahlreichen weiteren ausgestorbenen Gruppen)

Daneben gibt es isoliert die Sprache Minkin, über die aber zu wenig Material vorhanden ist, um schlüssig beurteilen zu können, ob sie allenfalls einer der Gruppen Yiwaidjan oder Tankic angehört.
Das Australian Bureau of Statistics fasst die Sprachen in folgenden Gruppen zusammen:
- Arnhem Land and Daly River Region Languages
- Yolngu Matha
- Cape York Peninsula Languages
- Torres Strait Island Languages
- Northern Desert Fringe Area Languages
- Arandic
- Western Desert Language
- Kimberley Area Languages
- Other Australian Indigenous Languages